# Geneviève Meunier
Pour les articles homonymes, voir Meunier.
Geneviève Meunier, née le 13 janvier 1959 à Morialmé est une femme politique belge bruxelloise, membre d'Ecolo. 
Elle est licenciée en droit, licence spéciale en droit social.

## Fonctions politiques
- Membre du Parlement de la Région de Bruxelles-Capitale de 1999 à 2004[1]